# Ophiarachnella sphenisci
Ophiarachnella sphenisci is een slangster uit de familie Ophiodermatidae.
De wetenschappelijke naam van de soort werd in 1894 gepubliceerd door Francis Jeffrey Bell.